# Battaglia di Gadebusch
La battaglia di Gadebusch (o anche battaglia di Wakenstädt) ebbe luogo presso Gadebusch nel Meclemburgo-Pomerania Anteriore occidentale, allora territorio svedese, nei giorni dal 9 al 20 dicembre 1712 e vide combattersi le truppe svedesi e quelle alleate danesi e sassoni. Fu la più grossa battaglia combattuta su suolo tedesco nel corso della grande guerra del Nord.
Durante l'anno 1712 i possedimenti svedesi sul continente furono occupati dai nemici, fra loro alleati, di Danimarca, Principe Elettore di Sassonia e Russia.
Gli svedesi non volevano perdere la città di Stralsund, nell'allora Pomerania svedese, come testa di ponte sul continente. Al comando del loro comandante in capo Magnus Stenbock, le truppe svedesi si mossero fra l'armata imperiale russa, le truppe sassoni e quelle danesi, giunte da Amburgo, che si trovavano a sud di Stralsund, per impedire il loro congiungimento. Poiché a causa delle difficoltà di coordinamento, in particolare da parte dell'artiglieria russa, il nemico tardava a schierarsi, ebbe inizio la battaglia di Gadebusch quando il nemico era ancora impreparato, cosicché Stenbock si trovò più forte per i cannoni che aveva a disposizione.
Il risultato fu la vittoria svedese e il nemico perse più di 5000 uomini tra morti e feriti.
La battaglia tuttavia non fu decisiva per la guerra in corso, poiché già l'anno successivo il destino fece sì che questa armata svedese fosse sconfitta presso Tönning nello Schleswig-Holstein.